# Britannicus

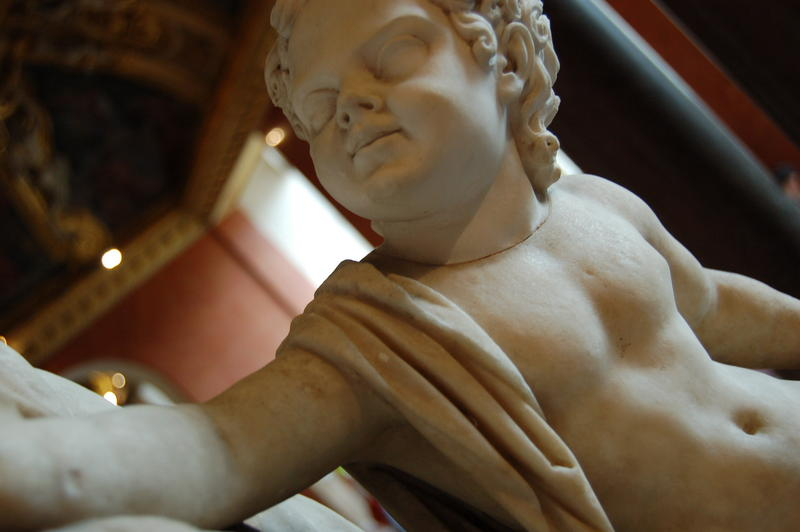
Britannicus (Detail einer Statue der Messalina im Louvre; Bild: Gautier Poupeau)

Tiberius Claudius Caesar Germanicus oder Britannicus (* 12. Februar 41 n. Chr.; † Februar 55) war der Sohn des römischen Kaisers Claudius mit seiner dritten Frau Valeria Messalina.

## Leben
Als Britannicus zur Welt kam, war sein Vater erst seit einem Monat Kaiser. Seinen Beinamen verlieh ihm der Senat, nachdem Claudius den Titel anlässlich der Eroberung Britanniens im Jahre 43 für sich selbst abgelehnt hatte. Mit der Erziehung seines Sohnes betraute Claudius den Gelehrten Sosibius. Gemeinsam mit ihm wurde der spätere Kaiser Titus erzogen.
Als Messalina 48 den designierten Konsul Gaius Silius heiratete, plante dieser, Britannicus zu adoptieren und anstelle seines leiblichen Vaters auf den Thron zu setzen. In Folge dieses Verrats ließ Claudius Messalina hinrichten. Durch Claudius’ Hochzeit mit seiner Nichte Agrippina im Jahre 49 wurde der drei Jahre ältere Lucius Domitius Ahenobarbus, der Sohn der Agrippina und des Gnaeus Domitius Ahenobarbus, der Stiefbruder von Britannicus. Schon bald adoptierte Claudius seinen Stiefsohn, der den Namen Nero annahm, verlobte ihn mit seiner Tochter Octavia und erklärte ihn gemeinsam mit Britannicus zu seinem Thronfolger. Agrippina sorgte dafür, dass ihr Sohn die bessere Erscheinung bot, so traten Britannicus und Nero einmal gemeinsam im Circus auf, Britannicus in der toga puerilis und Nero im Gewand eines Triumphators. Tacitus berichtete ebenfalls, dass Agrippinas Gegner, darunter Messalinas ehemalige Anhänger, sich um Britannicus scharten. Als Britannicus seinen Stiefbruder noch nach Jahren mit seinem Geburtsnamen ansprach, nutzte Agrippina die Gelegenheit, Claudius auf eine drohende Spaltung zwischen seinen Söhnen hinzuweisen, worauf Claudius Britannicus’ Erzieher Sosibius hinrichten ließ.
Als Britannicus sich der Volljährigkeit näherte, schien Claudius zu überlegen, sich von Agrippina scheiden zu lassen und seinen leiblichen Sohn als einzigen Erben einzusetzen. Agrippina kam dem zuvor, indem sie Claudius im Jahre 54 durch ein vergiftetes Pilzgericht aus dem Weg räumte. Nach Claudius’ Tod ließ sie Britannicus und seine Schwestern im Palast einsperren und stellte dem Senat Nero als Nachfolger vor.
Nach Streitigkeiten über Neros Lebenswandel drohte Agrippina Nero bald mit Britannicus’ nahender Volljährigkeit. Laut Tacitus ließ Nero seinen Stiefbruder kurz vor dessen 14. Geburtstag bei einem Festmahl vergiften, indem er ihm ein von dessen Vorkoster geprüftes unschädliches, aber übermäßig heißes Getränk servieren ließ, das von Britannicus so jedoch nicht getrunken werden konnte, so dass es auf seinen Wunsch mit kaltem Wasser vermischt wurde; dieses war allerdings zuvor vergiftet worden. Das Gift soll von Lucusta zubereitet worden sein, die auch schon an der Ermordung Claudius’ beteiligt gewesen sein soll. Laut Sueton log Nero den entsetzten Gästen vor, Britannicus sei einem „gewöhnlichen Anfall von Epilepsie“ zum Opfer gefallen. Möglicherweise hat Britannicus tatsächlich wie Gaius Iulius Caesar an dieser Krankheit gelitten und ist eventuell auch daran gestorben. Tacitus beruft sich zudem auf (ungenannte) Geschichtsschreiber jener Zeit, laut denen Britannicus in den Tagen vor seinem Tod durch Nero missbraucht wurde.
Britannicus ist auch die Hauptfigur in der gleichnamigen Tragödie von Jean Racine.